# Swietłana Miedwiediewa

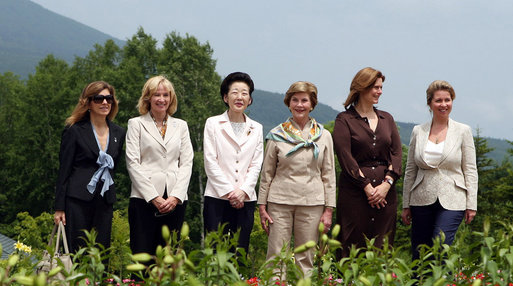
Swietłana Miedwiediewa na szczycie państw G-8, 2008

Swietłana Władimirowna Miedwiediewa z domu Linnik (ur. 15 marca 1965 w Leningradzie) – pierwsza dama Rosji w latach 2008–2012, działaczka pro-life, z wykształcenia ekonomistka. 

## Życiorys
W 1987 ukończyła studia na Wydziale Ekonomii i Finansów Uniwersytetu w Leningradzie.

## Życie prywatne
Jest żoną byłego prezydenta i premiera Rosji, Dmitrija Miedwiediewa. Poznali się w wieku wczesnoszkolnym, a para pobrała się w 1993 roku.